# NGC 3151
NGC 3151 est une galaxie lenticulaire située dans la constellation du Petit Lion. NGC 3151 a été découverte par l'astronome français Guillaume Bigourdan en 1886.

## Caractéristiques
Sa vitesse par rapport au fond diffus cosmologique est de 7 096 ± 18 km/s, ce qui correspond à une distance de Hubble de 104,7 ± 7,3 Mpc (∼341 millions d'al).

## Fait divers
Le 3 février 2021, Sébastien Monnier a été le premier homme à acheter à une étoile de cette galaxie. La vente de 10 noms d'étoiles de cette galaxie a rapporté 120 000 dollars à la NASA.[réf. souhaitée]

## Groupe de NGC 3158
La galaxie NGC 3151 fait partie du groupe de NGC 3158 qui comprend aussi les galaxies NGC 3152, NGC 3159, NGC 3160, NGC 3161 et NGC 3163.

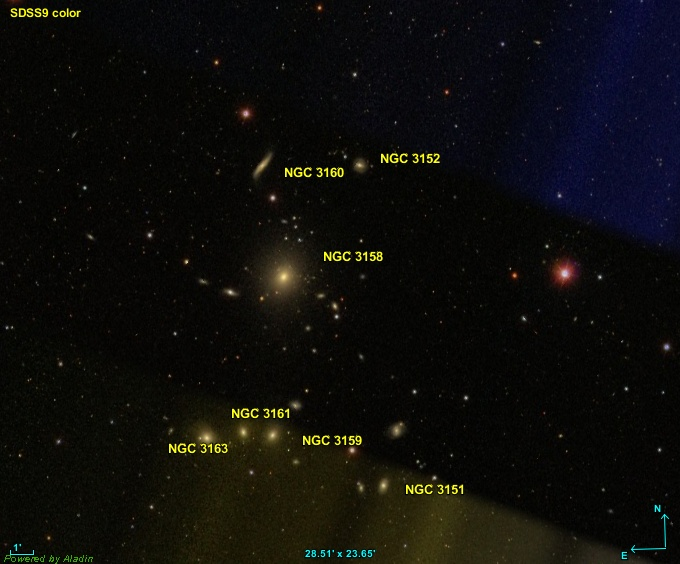
Le groupe de NGC 3158.